# Jan Hultgren
Jan Gustav Hultgren, född den 25 februari 1930 i Stockholm, död den 9 maj 2024 i Örebro, var en svensk jurist.
Hultgren avlade juris kandidatexamen vid Uppsala universitet 1957 och genomförde tingstjänstgöring 1958–1960. Han blev fiskal i Göta hovrätt 1961, assessor där 1967 och rådman i Örebro tingsrätt 1970. Hultgren var lagman i Hallsbergs tingsrätt 1974–1989 och i Uppsala tingsrätt 1989–1995. Han var sakkunnig i Justitiedepartementet 1967–1971, expert i filmcensurutredningen 1968–1969, auditör vid Livregementets grenadjärer och Örebro försvarsområde 1975–1989 och ordförande i beslutsnämnden vid Västra Marks sjukhus 1980–1986. Hultgren blev kapten i Livregementets grenadjärers reserv 1967. Han blev riddare av Nordstjärneorden 1974. 